# Scaptesylomima bicoloroides
Scaptesylomima bicoloroides is een vlinder uit de familie van de Immidae. De wetenschappelijke naam van de soort is voor het eerst geldig gepubliceerd in 1983 door Kobes.